# Woytkowskia gruberi
Woytkowskia gruberi là một loài bọ cánh cứng trong họ Cerambycidae.